# Joaquim Nazaré
Joaquim Rebelo Vila Nova Nazaré, más conocido como Joaquim Nazaré, (Odivelas, 25 de julio de 2001) es un jugador de balonmano portugués que juega de lateral derecho en el Skjern HB. Es internacional con la selección de balonmano de Portugal.
Su primer gran campeonato con la selección fue el Campeonato Europeo de Balonmano Masculino de 2024.

## Clubes
| Club                             | País      | Año       |
| -------------------------------- | --------- | --------- |
| SL Benfica B                     | Portugal  | 2018-2020 |
| Vitória Setúbal Andebol (cedido) | Portugal  | 2019-2020 |
| Boa Hora Andebol                 | Portugal  | 2020-2021 |
| Rebi Cuenca                      | España    | 2021-2023 |
| Skjern HB                        | Dinamarca | 2023-Act. |